# Euchorthippus declivus
Euchorthippus declivus — вид прямокрилих комах родини саранових (Acrididae).

## Поширення
Вид широко поширений у Південній і Центральній Європі від Іспанії до України. Населяє сухі або напівсухі луки та рудеральну рослинність. Незважаючи на те, що вид нелітає, він має сильну здатність до розповсюдження.

## Опис
Дорослі самці виростають до 14–20 мм завдовжки, а самиці — 20–27 мм. Основне забарвлення тіла варіюється від світло-коричневого до бежевого або іноді жовто-зеленого. Від очей починаються дві-три більш темні і чіткі поздовжні смуги. Голова відносно велика. Нижня частина черевця жовта, у самців зазвичай з помаранчевим кінчиком. У обох статей крила атрофовані.

## Спосіб життя
Їх можна зустріти з липня по жовтень, харчуючись травами. Зимують яйця в ґрунті.